# 2. česká hokejová liga 2000/2001
2. česká hokejová liga v sezóně 2000/2001 byla 8. ročníkem samostatné třetí nejvyšší české soutěže v ledním hokeji.

## Fakta
- 8. ročník samostatné třetí nejvyšší české hokejové soutěže
- V baráži o 1. ligu nikdo neuspěl.
- Do krajských přeborů, nikdo vzhledem k reorganizaci soutěže nesestoupil. Nově postupující do 2. ligy: HC Chrudim, TJ HC Vlci Jablonec nad Nisou, HC Klatovy a HC Spartak Velká Bíteš.
- Prodeje licencí na 2. ligu: HC Uherské Hradiště do HC Olomouc. SHK Poruba se přejmenoval na HC Sareza Ostrava.

### Systém soutěže
Týmy byly rozděleny do dvou skupin podle geografické polohy.
Západní skupina měla 20 týmů a celky v ní hrály systémem doma-venku. Do krajských přeborů vzhledem k reorganizaci soutěže nikdo nesestupoval. Prvních osm celků postupovalo do čtvrtfinále play-off, které se hrálo na dva vítězné zápasy. Vítězové semifinále play off postupovali do baráže o 1. ligu.
Východní skupina měla 12 celků. Ty se utkaly čtyřkolově každý s každým. Prvních osm celků postupovalo do čtvrtfinále play-off, které se hrálo na dva vítězné zápasy (semifinále a finále na 3 vítězné). Vítěz finále play off postupoval do baráže o 1. ligu. I zde nikdo nesestupoval díky reorganizaci soutěže.

## Skupina západ
| Vysvětlivka                    |
| ------------------------------ |
| Postup do čtvrtfinále play off |
| Tým vyřazen                    |

| Poř. | Tým                          | Z  | V  | R  | P  | VG  | OG  | B  |
| ---- | ---------------------------- | -- | -- | -- | -- | --- | --- | -- |
| 1.   | HC Mladá Boleslav            | 38 | 25 | 5  | 8  | 159 | 85  | 55 |
| 2.   | HC Rebel Havlíčkův Brod      | 38 | 24 | 4  | 10 | 146 | 99  | 52 |
| 3.   | HC Hradec Králové            | 38 | 19 | 10 | 9  | 115 | 87  | 48 |
| 4.   | SHC Vajgar Jindřichův Hradec | 38 | 19 | 9  | 10 | 131 | 80  | 47 |
| 5.   | SK HC Baník Most             | 38 | 20 | 7  | 11 | 131 | 101 | 47 |
| 6.   | TJ SC Kolín                  | 38 | 19 | 9  | 10 | 135 | 105 | 47 |
| 7.   | HC Klášterec nad Ohří        | 38 | 17 | 9  | 12 | 123 | 101 | 43 |
| 8.   | HC Prima ASK Rokycany        | 38 | 15 | 12 | 11 | 122 | 107 | 42 |
| 9.   | HC Kobra Praha               | 38 | 15 | 11 | 12 | 117 | 109 | 41 |
| 10.  | HC Příbram                   | 38 | 14 | 11 | 13 | 131 | 129 | 39 |
| 11.  | HC Baník CHZ Sokolov         | 38 | 15 | 8  | 15 | 116 | 125 | 38 |
| 12.  | NED Hockey Nymburk           | 37 | 16 | 5  | 16 | 108 | 111 | 37 |
| 13.  | HC Strakonice                | 38 | 12 | 12 | 14 | 99  | 108 | 36 |
| 14.  | HC Tábor                     | 38 | 15 | 6  | 17 | 105 | 114 | 36 |
| 15.  | HC ZVVZ Milevsko             | 38 | 13 | 8  | 17 | 118 | 124 | 34 |
| 16.  | HC Děčín                     | 38 | 14 | 5  | 19 | 97  | 122 | 33 |
| 17.  | HC SOH Benátky nad Jizerou   | 38 | 12 | 8  | 18 | 105 | 113 | 30 |
| 18.  | HK Lev Slaný                 | 38 | 10 | 7  | 21 | 111 | 170 | 27 |
| 19.  | HC Stadion Teplice           | 37 | 6  | 6  | 25 | 96  | 161 | 18 |
| 20.  | HC Hvězda Praha              | 38 | 1  | 4  | 33 | 68  | 182 | 6  |

- Zápas Teplice - Nymburk nebyl sehrán pro výpadek elektřiny.
- HC Benátky nad Jizerou byly odebrány 2 body za neoprávněný start hráče.

### Play off skupiny západ

#### Čtvrtfinále
- HC Mladá Boleslav - HC Prima ASK Rokycany 2:0 (5:3, 3:0)
- HC Rebel Havlíčkův Brod - HC Klášterec nad Ohří 2:0 (5:1, 2:1)
- HC Hradec Králové - TJ SC Kolín 0:2 (1:4, 4:5 P)
- SHC Vajgar Jindřichův Hradec - SK HC Baník Most 1:2 (4:0, 1:2, 2:4)

#### Semifinále
- HC Mladá Boleslav - TJ SC Kolín 2:1 (8:5, 4:5 SN, 5:3)
- HC Rebel Havlíčkův Brod - SK HC Baník Most 0:2 (3:5, 3:4 P)

Týmy Mladé Boleslavi a Mostu postoupily do baráže o 1. ligu.

## Skupina východ
| Vysvětlivka                    |
| ------------------------------ |
| Postup do čtvrtfinále play off |
| Tým vyřazen                    |

| Poř. | Tým                  | Z  | V  | R  | P  | VG  | OG  | B  |
| ---- | -------------------- | -- | -- | -- | -- | --- | --- | -- |
| 1.   | SHK Poruba           | 44 | 23 | 7  | 14 | 150 | 127 | 53 |
| 2.   | HC TJ Šternberk      | 44 | 22 | 8  | 14 | 142 | 99  | 52 |
| 3.   | HC Orlová            | 44 | 20 | 11 | 13 | 145 | 120 | 51 |
| 4.   | HC Colligo Břeclav   | 44 | 21 | 8  | 15 | 117 | 99  | 50 |
| 5.   | HC Minor 2000 Přerov | 44 | 23 | 4  | 17 | 133 | 122 | 50 |
| 6.   | HC Žďár nad Sázavou  | 44 | 21 | 6  | 17 | 140 | 112 | 48 |
| 7.   | HK Kroměříž VTJ      | 44 | 17 | 12 | 15 | 113 | 110 | 46 |
| 8.   | TJ Nový Jičín        | 44 | 17 | 10 | 17 | 110 | 112 | 42 |
| 9.   | HC Kopřivnice        | 44 | 16 | 6  | 22 | 137 | 182 | 38 |
| 10.  | HC Uherské Hradiště  | 44 | 14 | 9  | 21 | 122 | 147 | 37 |
| 11.  | HC Uničov            | 44 | 15 | 6  | 23 | 139 | 158 | 36 |
| 12.  | HC Frýdek-Místek     | 44 | 8  | 7  | 29 | 92  | 152 | 23 |

- TJ Nový Jičín byly odebrány 2 body za neoprávněný start hráče.

### Play off skupiny východ

#### Čtvrtfinále
- SHK Poruba - TJ Nový Jičín 0:2 (1:5, 0:6)
- HC TJ Šternberk - HK Kroměříž VTJ 2:1 (3:2, 1:2 SN, 3:1)
- HC Orlová - HC Žďár nad Sázavou 0:2 (3:6, 2:4)
- HC Colligo Břeclav - HC Minor 2000 Přerov 1:2 (6:2, 2:3, 3:4)

#### Semifinále
- HC TJ Šternberk - TJ Nový Jičín 1:3 (4:2, 2:5, 0:3, 3:4 SN)
- HC Minor 2000 Přerov - HC Žďár nad Sázavou 3:1 (4:3, 4:1, 2:3 P, 3:2)

#### Finále
- HC Minor 2000 Přerov - TJ Nový Jičín 2:3 (4:2, 1:4, 2:4, 5:4, 1:4)

Tým Nového Jičína postoupil do baráže o 1. ligu.

## Baráž o 2. ligu

### Skupina A
| Poř. | Tým                                                             | Z  | V | R | P | VG | OG | B  |
| ---- | --------------------------------------------------------------- | -- | - | - | - | -- | -- | -- |
| 1.   | HC Chrudim (přeborník Východočeského přeboru)                   | 10 | 5 | 4 | 1 | 42 | 28 | 14 |
| 2.   | TJ HC Vlci Jablonec nad Nisou (přeborník Severočeského přeboru) | 10 | 5 | 2 | 3 | 38 | 29 | 12 |
| 3.   | HC Klatovy (přeborník Západočeského přeboru)                    | 10 | 4 | 4 | 2 | 33 | 33 | 12 |
| 4.   | HC Slavoj Český Krumlov (přeborník Jihočeského přeboru)         | 10 | 6 | 0 | 4 | 62 | 38 | 12 |
| 5.   | SK Spolana Neratovice (přeborník Středočeského přeboru)         | 10 | 3 | 1 | 6 | 32 | 37 | 7  |
| 6.   | TJ Bohemians Praha (přeborník Pražského přeboru)                | 10 | 1 | 1 | 8 | 22 | 64 | 3  |

### Skupina B
- HC Spartak Velká Bíteš (přeborník Jihomoravského přeboru) - HC Studénka (přeborník Severomoravského přeboru) 3:1, 5:1